# Petersburska Akademia Duchowna
 Sankt Petersburska Akademia Duchowna – niepubliczna uczelnia należąca do Rosyjskiego Kościoła Prawosławnego mieszcząca się w Petersburgu.

## Historia

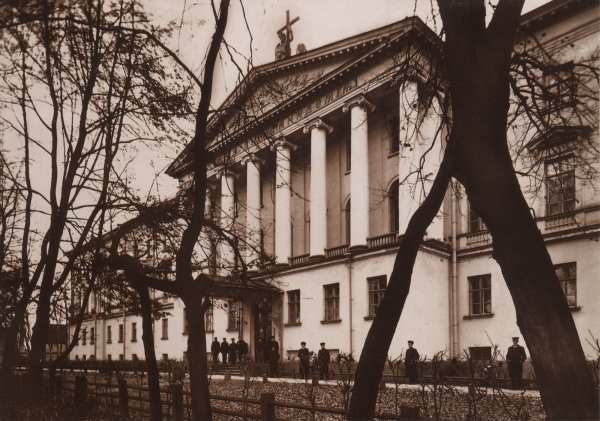
Petersburska Akademia Duchowna, 1900

Akademia została założona w 1721 roku. W swej historii nosiła nazwy:
- Słowiańsko-greko-łacińskie Seminarium,
- Główne Seminarium,
- Akademia imienia Aleksandra Newskiego,
- Sankt Petersburska (Piotrogradzka, Leningradzka) Akademia Duchowna[1].

## Wydziały
Akademia prowadzi swoją działalność w ramach następujących wydziałów:
- Wydział biblistyki[a],
- Wydział teologiczny[b],
- Wydział języków starożytnych i współczesnych[c],
- Wydział historii Cerkwi[d],
- Wydział teologii praktycznej[e].

## Znani absolwenci
- Aleksy II – piętnasty patriarcha moskiewski i całej Rusi, zwierzchnik Rosyjskiego Kościoła Prawosławnego w latach 1990–2008,
- Gieorgij Gapon – duchowny prawosławny,
- Jakub (Wieczerkow) – biskup prawosławny,
- Jan Kronsztadzki – święty Rosyjskiego Kościoła Prawosławnego,
- Cyryl I (patriarcha Moskwy) – szesnasty patriarcha moskiewski i całej Rusi,
- Nikołaj Pomiałowski – prozaik,
- Michaił Sperański – polityk i prawnik, reformator, wolnomularz[3],
- Tichon – jedenasty patriarcha moskiewski i całej Rusi,
- Nikołaj Barsow – rosyjski teolog prawosławny,
- Aleksandr Bronzow – rosyjski profesor teologii moralnej.